# O Samba
O Samba è un album inciso da vari artisti del samba nel 1989.	

## Tracce
1. A Deusa Dos Orixás - 2:34 -  Romildo, Toninho  - (Clara Nunes)
2. Ijexá (Filhos De Gandhy) - 3:48 - Edil Pacheco - (Clara Nunes)
3. S.P.C. (Servico De Protecao Ao Credito) - 3:35 - Zeca Pagodinho - (Zeca Pagodinho)
4. Sufôco - 4:07 - Antonio Jose, Chico Da Silva (Alcione)
5. Formosa - 2:47 - Baden Powell, Vinicius De Moraes  (Ciro Monteiro)
6. Oleré Camará - 3:05 - Joel Menezes, Paulo Debétio  (Alcione)
7. O Encante Do Gantois - 3:39 - (Beth Carvalho)   Beth Carvalho
8. Neguinho Da Beija Flor - 3:10 - Aloysio, Cesar Veneno, Naval (Aldeira De Okarimbé)
9. E Precisio Muito Amor - 2:59 - (Chico da Silva)
10. Caxambu - 3:39 - (Almir Guineto)
11. Quem Me Guia - 3:14 - (Almir Guineto)
12. Ela Nao Gosta De Mim - 4:31  - Romildo, Toninho (Agepê)
13. Claustrofobia - 3:21  - Martinho da Vila (Martinho da Vila)
14. Batuca No Chão - 3:36  - Assis Valente, Ataulfo Alves  (Martinho Da Vila)
15. Sarou Para Ramadés	 - 3:36  - (Strumentale) (Paulinho Da Viola)

## Crediti
- Compilazione dei brani – David Byrne